# بخش سندی (شهرستان توسکاراواس، اوهایو)
بخش سندی (به انگلیسی: Sandy Township) یک منطقهٔ مسکونی در ایالات متحده آمریکا است که در شهرستان توسکاراوس، اوهایو واقع شده‌است.
 بخش سندی ۶۲٫۶ کیلومتر مربع مساحت و ۳٬۳۵۴ نفر جمعیت دارد و ۳۴۷ متر بالاتر از سطح دریا واقع شده‌است.